# Clopotul din Islanda
Clopotul din Islanda (în islandeză Íslandsklukkan) este un roman istoric scris de Halldór Laxness. A fost creat ca o trilogie, având trei părți: Clopotul din Islanda (1943), Fecioara luminoasă (Hið ljósa man, 1944) și Pîrjol în Kopenhaga (Eldur í Kaupinhafn, 1946). 
Romanul are loc în secolul al XVIII-lea, în mare parte în Islanda și Danemarca. Ca multe dintre lucrările lui Laxness, povestea pictează o imagine tragică și ironică a stării teribile a populației islandeze din secolul al XVIII-lea. 

## Titlu
Clopotul din Islanda se referă la o perioadă din istoria Islandei când poporul stăpânea doar un lucru ce putea fi prețuit în bani. Anume clopotul ce atârna pe fața Casei dreptății și a judecăților din Þingvellir (Tingvellir). Clopotul suna doar când avea loc adunarea poporului sau vreo execuție.

## Prezentare

### I:Clopotul din Islanda(1943)
Prima parte spune povestea fermierului Jón Hreggviðsson și bătălia sa cu autoritățile islandeze. Jón este condamnat la moarte pentru uciderea unui călău, un oficial al regelui Danemarcei, dar reușește să fugă din Islanda în Danemarca, unde speră să obțină o audiență la rege pentru a-l convinge să-i acorde o grațiere.

### II:Fecioara luminoasă(1944)
Snæfríður Íslandssól este protagonista din partea a doua. Ea este îndrăgostită de un colecționar de manuscrise pe nume Arnas Arnaeus, dar este căsătorită cu un bețiv.

### III:Pîrjol în Kopenhaga(1946)
A treia parte este despre Arnas Arnaeus, colecționarul de manuscrise și despre soarta colecției sale din Copenhaga. Până la urmă, Arnas nu se căsătorește cu femeia inimii sale, Snæfríður, dar rămâne alături de bogata sa soție daneză, care i-a finanțat munca vieții.

### Context
Personajul Arnas Arnæus este bazat pe Árni Magnússon, un savant islandez care a colectat și păstrat o mulțime de manuscrise medievale. Pictorul islandez Jóhannes Sveinsson Kjarval a înfățișat scena „doborârii clopotului” din Íslandsklukkan într-un tablou cu același nume, care în prezent este expus în muzeul Kjarvalstadir, din Reykjavík.

## Analiză
Concepția romanului urmează o tendință generală a literaturii contemporane islandeze de a integra în spiritul modern tradițiile vechi literare - vibrația lirică, suflul epic al vechilor saga islandeze. Astfel, romanul este o saga modernă, iar autorul un skald al secolului al XX-lea. Acțiunea are loc într-o atmosferă de poezie aspră a nordului, redată cu o autenticitate care exclude feeria convențională, exotismul de mucava vopsită. 
Limbajul romanului este poetic, ca al vechilor poeți (skalzi), narația are pe alocuri rezonanțe de baladă. Dialogul este ori ceremonios și metaforic, ori direct și frust, în funcție de condiția socială și comportamentul eroilor.
Atmosfera evului mediu cu tot alaiul ei de orori și mizerii este descrisă prin imagini parcă desprinse  din gravurile baroce ale lui Jacques Callot.
Călătoria lui Hreggviðsson și întâlnirea sa cu pastorul gigant și femeile sale sau recrutarea sa cu arcanul amintesc de romanul picaresc, așa cum găsim în textele lui Hans Jakob Christoffel von Grimmelshausen (Aventurosul Simplicius Simplicissimus).

## Legături externe
- is  Materiale didactice despre Clopotul din Islanda Arhivat în 16 martie 2011, la Wayback Machine.